# Podnikatelský inkubátor

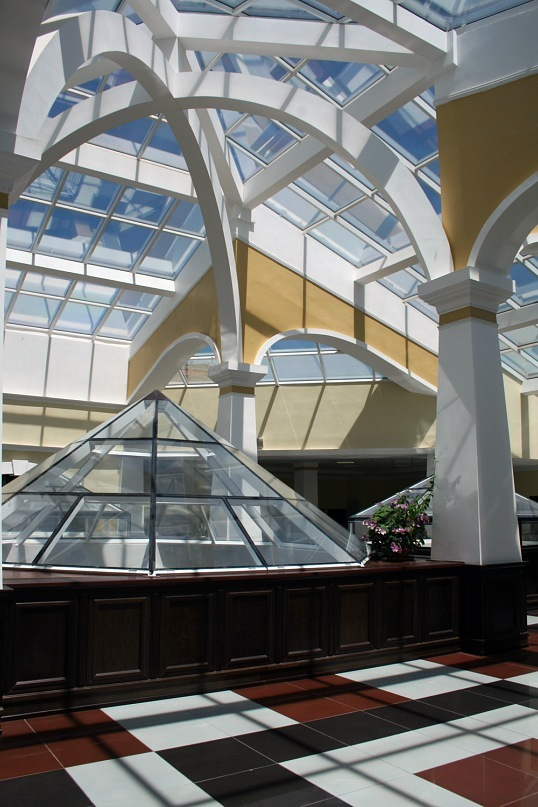
Sál Terra Creativa FEFU Podnikatelského Inkubátoru

Podnikatelský inkubátor je buď soukromá obchodní společnost anebo instituce zřízená krajem či městem jako přidružené pracoviště vysokých škol a universit, která pomáhá novým a začínajícím společnostem (startupům) v době, kdy jsou tyto společnosti nejzranitelnější, tedy na začátku jejich podnikání. Inkubátor pomáhá tím, že poskytuje služby jako je například školení, jak správně nastavit obchodní plán či marketing, a další aktivity jako pronájem kancelářských prostor či poskytnutí kontaktů v daném oboru. Dalším smyslem inkubátorů je vytvářet pracovní místa a podporovat celkové podnikatelské prostředí v lokálních komunitách. Efektivita inkubátorů je ale i zpochybňována.

## Definice
Důležité je rozlišovat mezi podnikatelskými inkubátory a technologickými parky či výzkumnými centry. Technologické parky a výzkumná centra se zaměřují především na velké projekty, za kterými stojí mezinárodní korporace, státy, univerzity apod. Většina těchto zařízení nenabízí asistenční služby (pomoc s obchodním plánem, marketingem apod.), jež jsou charakteristickými znaky podnikatelských inkubátorů. Nicméně, některé z nich nabízejí i programy inkubace, které se svou činnosti podnikatelským inkubátorům blíží.
Další rozlišení je třeba dělat mezi podnikatelskými inkubátory a akcelerátory. Typickým a hlavním znakem je rozdílné zaměření. Inkubátor se zaměřuje na začínající společnosti v raném stádiu jejich vývoje a pomáhá jim s nastavením základních prvků podnikání, kdežto akcelerátor pomáhá již existujícím malým či středně velkým společnostem s akcelerací (proto akcelerátor) jejich vývoje, nalezení nových partnerů, optimalizací obchodního plánu či marketingu.

## Historie
První podnikatelské inkubátory se objevily ve Spojených státech na konci 50. let 20. století. Prvním impulsem, který stál za zrodem inkubátorů, byla snaha o využití starých nepoužívaných průmyslových prostor, které dříve sloužily pro masovou průmyslovou výrobu a které ke konci 50. let chátraly. Spolu se snahou o zlepšení aplikace výzkumů do reálného světa to vedlo k tomu, že v roce 1959 byl ve městě Batavia, stát New York, založen první podnikatelský inkubátor. Rozvoj konceptu inkubátorů však nastal až v 70. a 80. letech dvacátého století. Podle statistik z roku 2012 je ve světě v provozu více než 7000 inkubátorů.

## Inkubátory v České republice
V České republice nastal rozvoj inkubátorů o dost později. První inkubátory vznikaly už v 90. letech dvacátého století. Velký rozmach inkubátorů nastal až se vstupem České republiky do Evropské unie s tím, jak se zpřístupnily strukturální fondy EU na pomoc podnikání. V České republice vznikl v rámci programu Podnikání a inovace i program Prosperita, které se zaměřuje, mimo dalších aktivit, i na podporu podnikatelských inkubátorů. Podle statistik agentury na podporu podnikání a investic, CzechInvest a jejich projektu na podporu českého startupového ekosystému CzechStartups.org fungují v České republice tyto inkubátory:
- inovační agentura JIC
- Podnikatelský inkubátor Vědeckotechnického parku Univerzity Palackého v Olomouci
- BIC Ostrava
- Technologické a inovační centrum Zlín
- Akademické a univerzitní centrum Nové Hrady
- Třeboňské inovační centrum
- Vědeckotechnický park Ostrava
- BIC Plzeň
- Pardubický podnikatelský inkubátor (P-PINK)
- Podnikatelské a inovační centrum severní Čechy
- Point One
- Technologické centrum Hradec Králové
- Technologické inovační centrum ČKD Praha
- Vienna Point
- Centrum inovací a podnikání Trutnov (CIPTU)
- Inovační centrum INION
- Centrum rozvoje podnikání (CEROP) Kolín

## Nabízené služby
Podnikatelský inkubátor nabízí řadu služeb, které se mohou lišit podle zaměření inkubátoru. Nejčastější nabízené služby jsou:
- Pomoc s obchodním plánem
- Pomoc s prezentací společnosti
- Zlepšování prezentačních dovedností
- Pomoc s hledáním strategických partnerů (Investor, Angel Investor nebo Venture Capital)
- Networking
- Pomoc s marketingem
- Pronájem prostor
- Využívání základního kancelářského zařízení
- Pomoc s účetnictvím a finančními službami
- Pomoc s využíváním vládních programů podpory podnikání
- Pomoc s bankovními úvěry
- Pomoc s komunikací s úřady (např. s patentovým úřadem)

## Podobné pojmy
- Coworkingové centrum
- Podnikatelský hub, Impact hub
- Podnikatelský akcelerátor